# Аскар Токпанов
Аскар Токпанов (каз. Асқар Тоқпанов, до 2024 года — КазЦИК) — село в Илийском районе Алматинской области Казахстана. Административный центр сельского округа Аскар Токпанов. Код КАТО — 196839100. Село расположено в 22 км к западу от пос. Отеген-Батыр, на левом берегу реки Большая Алматинка. Село основано в годы коллективизации (1930—1935).

## Население
В 1999 году население села составляло 3481 человек (1696 мужчин и 1785 женщин), в 2004 году — 3,8 тыс. человек. По данным переписи 2009 года в селе проживали 7704 человека (3787 мужчин и 3917 женщин).
в 2021 году по переписю население составило 20323 человек. 